# Bílá hora (Pražská plošina)

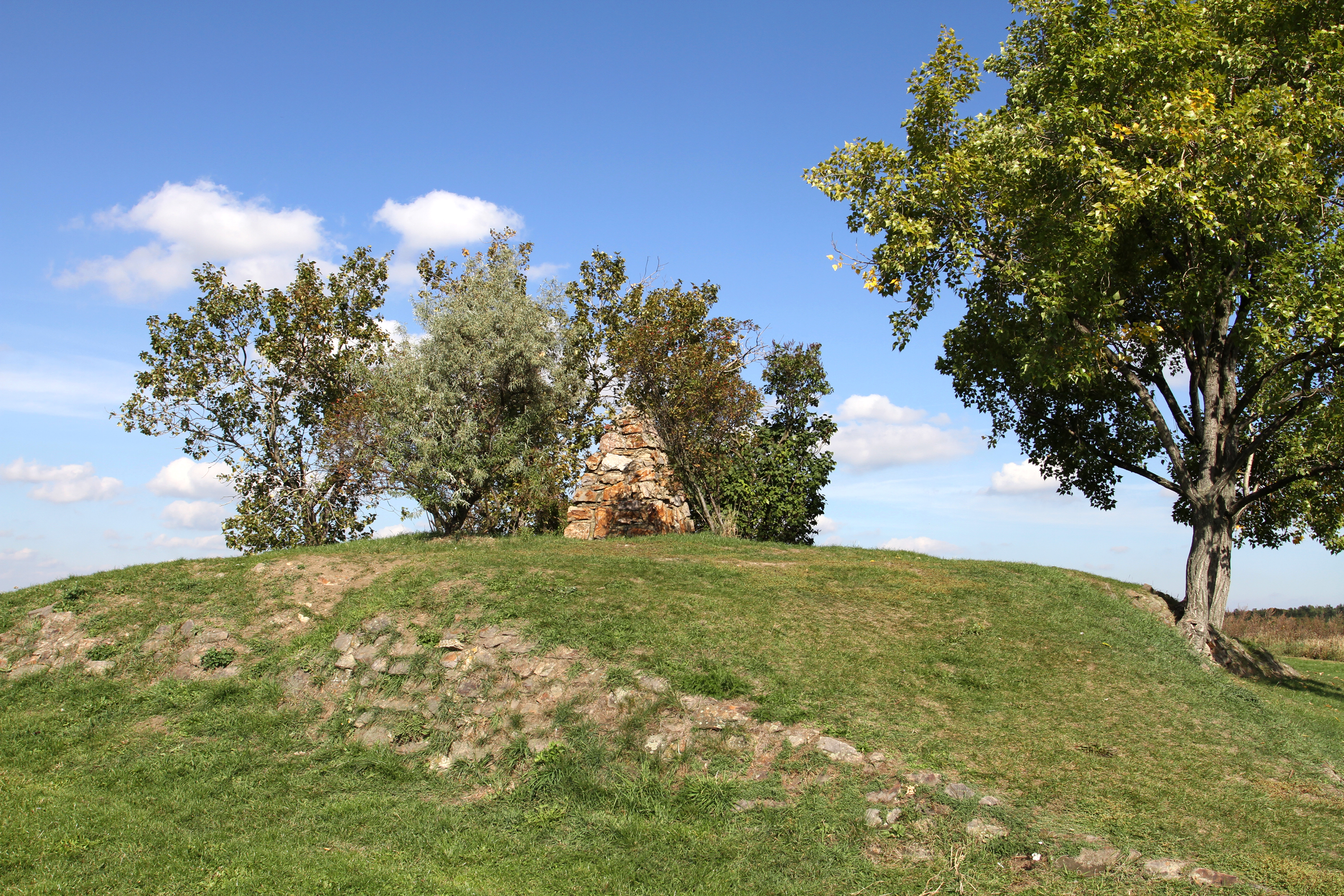
Bojiště Bílá hora

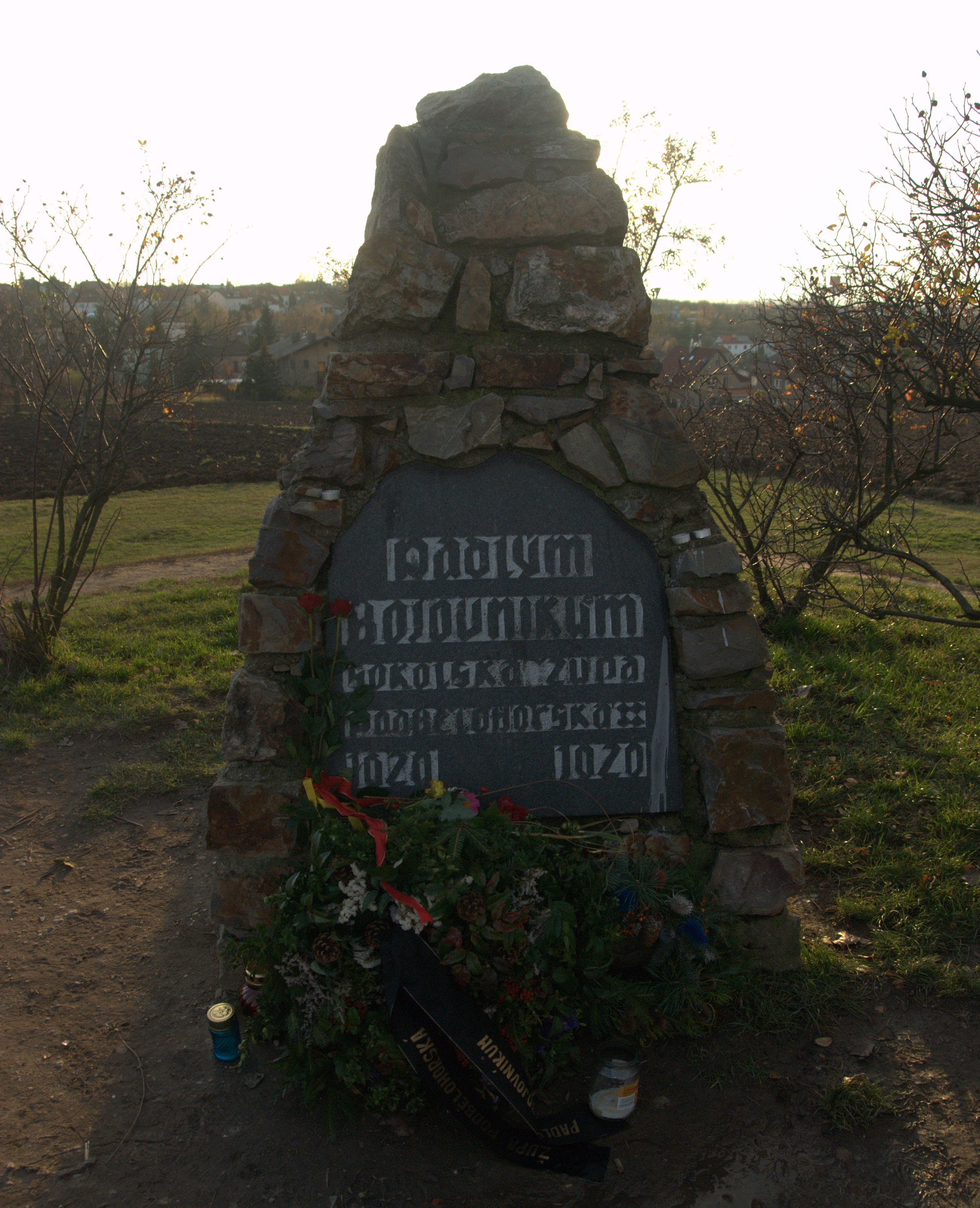
Památník padlým

Bílá hora (381 m n. m.) je návrší Pražské plošiny v severní části pražské čtvrti Bílá Hora. Vrchol Bílé hory byl od roku 1960 do roku 1974 nejvyšším bodem Prahy. Kopec je místem konání Bitvy na Bílé hoře z období třicetileté války.

## Název
Ve středověku se na hoře nacházelo velké množství otevřených lomů na opukový kámen, po kterých zbyly už jen některé deprese. Název kopci daly buď tyto lomy, díky nimž se kopec jevil bílý už z dálky, nebo slovanský bůh Bělbog.[zdroj?]

## Poloha a popis
Bílá hora se nachází v katastrálních územích bývalé obce Vokovice přičleněné k Praze 1. ledna 1922 a bývalé obce Ruzyně přičleněné 1. července 1960. Návrší Bílá hora se táhne od svého vrcholu, kde je dnes památník bitvy na Bílé hoře, přes Malý Břevnov na západě, kde se stáčí na sever k oboře Hvězda. Na travnatém vrcholu návrší pouze s několika stromy je malý památník bitvy na Bílé hoře v podobě mohyly, kterou navršila Sokolská župa podbělohorská ke třístému výročí bitvy v roce 1920, jak připomíná nápis na mohyle. Okolo vrcholu je zástavba rodinnými domy a další místo bez zástavby je v části návrší s oborou Hvězda.

## Nejvyšší bod Prahy
Připojením Ruzyně k Praze se stala Bílá hora, jejíž vrchol je na ruzyňském katastru, nejvyšším bodem Prahy. Po 14 letech, 1. července 1974, byly k Praze připojeny Stodůlky s vrcholem Kopanina o 12 m vyšším (393 m n. m.). Kromě toho byly v témže roce připojeny i obce Zličín a Sobín, na jejichž katastrech jsou vyšší body (Zličín 395 m n. m. a Sobín 399 m n. m., tzv. Teleček) na malém hřebenu táhnoucím se západně od Zličína. Skutečný vrchol tohoto hřebene je Růžová (409 m n. m.) dále na západ mimo území Prahy nebo ještě dále za Červeným Újezdem zvedající se Karabinský vrch (440 m n. m.) na hranici PP Povodí Kačáku. Teleček je tak s 399 m n. m. nejvyšším bodem Prahy, nejvyšším vrcholem Prahy je ale o několik metrů nižší Kopanina.

## Pamětihodnosti na návrší
- letohrádek Hvězda
- mohyla na Bílé hoře
- Dub na Bílé hoře
- Buky v oboře Hvězda